# 슬릭 릭
슬릭 릭 (Slick Rick, 본명: Richard Martin Lloyd Walters, 1965년 2월 14일 ~ )는 영국 태생의 미국의 힙합 가수이다. 대표곡으로 "Children's Story", "Behind Bars" 등이 있다. 어렸을 적 유리 파편이 눈에 박히는 사고 때문에 오른쪽 눈이 실명되어 항상 안대를 차고있다.